# Vacature-defect

Vacature-defect in een kristalrooster

Animatie van vacature-diffusie (diffusiekruip)

In de kristallografie is een vacature of vacature-defect een type puntdefect in een kristal waar een atoom of ion ontbreekt op een van de roosterplaatsen in een kristalrooster. Kristallen bezitten inherent onzuiverheden, die worden aangeduid als roosterdefecten. De vacature defect is een puntvormig roosterdefect.
Het is het eenvoudigste puntdefect. In dit type roosterdefect ontbreekt een atoom op zijn reguliere atomaire plaats. Tijdens het stollen ontstaan vacatures door trilling van atomen, lokale herschikking van atomen (diffusie of diffusiekruip), plastische vervorming en ionenbombardementen.

## Vacature-evenwicht
Vacatures komen van nature voor in alle (poly)kristallijne materialen. Bij elke gegeven temperatuur, tot aan het smeltpunt van het materiaal, is er een evenwichtsconcentratie binnen de verhouding van vacatures (lege roosterplaatsen) tot die met atomen (gevulde roosterplaatsen). Bij het smeltpunt van sommige metalen kan de verhouding ongeveer 1:1000 zijn. Deze temperatuurafhankelijkheid kan worden gemodelleerd door:
{\displaystyle N_{\rm {v}}=N\exp(-Q_{\rm {v}}/k_{\rm {B}}T)}
waarbij:
{\displaystyle N_{\rm {v}}} de vacatureconcentratie is,
{\displaystyle Q_{\rm {v}}} de energie is die nodig is voor het creëren van een vacature,
{\displaystyle k_{\rm {B}}} de Boltzmannconstante is,
{\textstyle T} de absolute temperatuur is en
{\textstyle N} de concentratie van gevulde atoom roosterplaatsen is, oftewel
{\displaystyle N=mN_{\rm {A}}/M}
waarbij:
{\textstyle m} de massa is,
{\displaystyle N_{\rm {A}}} de constante van Avogadro en
{\textstyle M} de molaire massa.

## Creatie-energie
Het creëren van een vacature kan eenvoudig worden gemodelleerd door te kijken naar de energie die nodig is om de bindingen tussen een atoom in het kristal en zijn naaste buuratomen te verbreken. Zodra dat atoom van de roosterplaats is verwijderd, wordt het teruggeplaatst op het oppervlak van het kristal en wordt er wat energie teruggewonnen omdat er nieuwe bindingen tot stand worden gebracht met andere atomen op het oppervlak. Er is echter een netto-invoer van energie omdat er minder bindingen zijn tussen oppervlakte-atomen dan tussen atomen in de binnenkant van het kristal.

## Problemen
In de meeste toepassingen zijn vacature defecten niet relevant voor het beoogde doel van een materiaal, omdat ze ofwel te weinig aanwezig zijn of zodanig verspreid zijn in een multidimensionale ruimte dat krachten of ladingen rond de vacature kan bewegen. In het geval van meer beperkte vrijheid binnen structuren, zoals koolstofnanobuisjes, kunnen vacatures en andere roosterdefecten het materiaal echter aanzienlijk verzwakken.